# Vengeance aveugle (film, 1989)
Pour les articles homonymes, voir Vengeance aveugle.
Cet article concerne le film de Phillip Noyce. Pour le film de Cyrus Frisch, voir Vengeance aveugle.
Pour plus de détails, voir Fiche technique et Distribution.
Vengeance aveugle (Blind Fury) est un film américain réalisé par Phillip Noyce et sorti en 1989. Il s'agit d'un remake du film japonais Zatoichi Challenged de Kenji Misumi.

## Synopsis
Après avoir perdu la vue lors de la guerre du Viêt Nam, le soldat américain Nick Parker est recueilli par des paysans. Ces derniers le remettent sur pied et lui apprennent les arts martiaux et le maniement du sabre. Vingt ans plus tard, Nick décide de retourner aux États-Unis. Il se met à la recherche de son vieil ami Frank Devereaux et découvre bientôt que celui-ci s'est endetté au jeu et qu'il est entre les mains d'un trafiquant de drogue de Las Vegas, Mac Cready, qui veut l'obliger à mettre ses talents de chimiste à son service.

## Fiche technique
Sauf indication contraire, les informations mentionnées dans cette section peuvent être confirmées par la base de données cinématographiques IMDb,  présente dans la section « Liens externes ».
- Titre original : Blind Fury
- Titre français et québécois : Vengeance aveugle
- Réalisation : Phillip Noyce
- Scénario : Charles Robert Carner, d'après le scénario de Zatoichi Challenged de Ryôzô Kasahara
- Musique : J. Peter Robinson
- Décors : Peter Murton
- Costumes : Katherine Dover
- Photographie : Don Burgess
- Montage : David A. Simmons
- Production : Daniel Grodnik et Tim Matheson

Producteurs délégués : Robert W. Cort et David Madden
- Sociétés de production : TriStar, Interscope Communications et Daniel Grodnik Productions
- Sociétés de distribution : Columbia TriStar Films (France), TriStar (États-Unis)
- Budget : n/a
- Pays de production :  États-Unis
- Langue originale : anglais
- Format : couleur
- Genre : comédie, 'action
- Durée : 86 minutes
- Dates de sortie[1] :
  - États-Unis : 16 mars 1990
  - France : 2 mai 1990
- Classification[2] :
  - États-Unis : R
  - France : tous publics

## Distribution
- Rutger Hauer (VF : Jean Barney) : Nick Parker
- Terry O'Quinn : Frank Devereaux
- Brandon Call : Billy Devereaux
- Noble Willingham : Claude MacCready
- Lisa Blount : Annie Winchester
- Nick Cassavetes : Lyle Pike
- Randall Cobb (VF : Marc de Georgi) : Slag